# John Ford
John Ford (Cape Elizabeth, Maine, 1 de febrero de 1894-Palm Desert, California, 31 de agosto de 1973) —bautizado como John Martin Feeney y que comenzó su carrera cinematográfica con el nombre de Jack Ford— fue un actor, director y productor cinematográfico estadounidense, cuatro veces ganador del Premio Óscar. Con una carrera profesional de más de 50 años, en la que participó en casi todas las facetas del arte cinematográfico antes de dedicarse a la dirección, Ford dirigió más de 140 películas, muchas de ellas de cine mudo, y está ampliamente considerado uno de los cineastas más importantes e influyentes de su generación. Cineastas como Ingmar Bergman y Orson Welles lo consideraban uno de los grandes directores de cine de todos los tiempos.
Fue también marino y militar. Participó en la Segunda Guerra Mundial como oficial de los servicios cinematográficos de la Armada de los Estados Unidos y fue herido en combate durante la batalla de Midway. Tras el final de la guerra continuó siendo reservista, colaboró en la realización de documentales durante la guerra de Corea y la de Vietnam y alcanzó el grado de contraalmirante.

## Primeros años

### Nacimiento e infancia

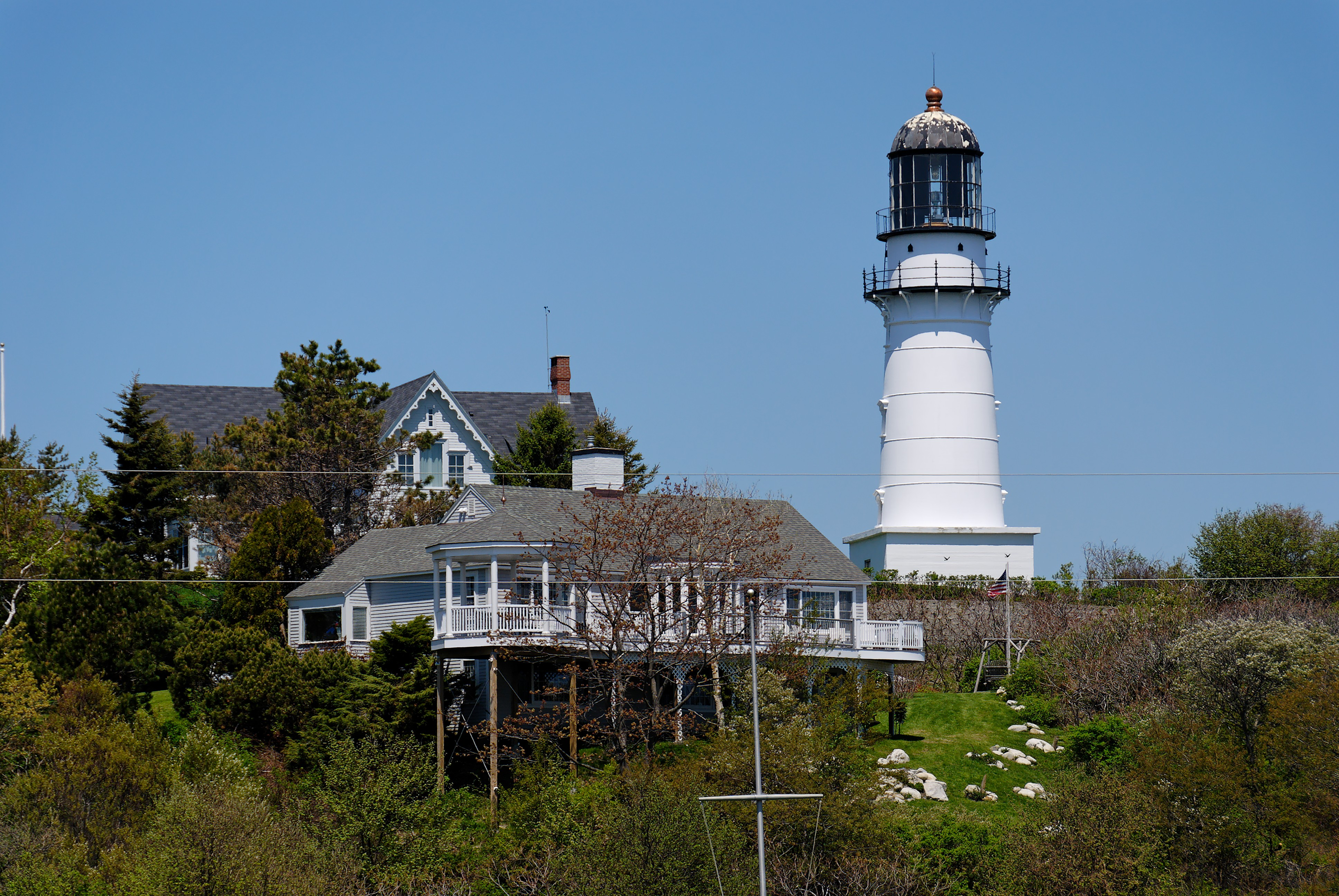
Faro de Cape Elizabeth, localidad de Maine en la que nació Ford.

El futuro John Ford nació el 1 de febrero de 1894 (aunque muchas veces diría que en 1895) en una granja de Cape Elizabeth (Maine) y fue bautizado con el nombre de John Martin Feeney, hijo de dos emigrantes irlandeses que le transmitieron su natal gaélico y el amor a su Irlanda de origen. Su padre, Sean A. Feeney, era oriundo de Galway, al igual que su madre, Barbara «Abbey» Curran, si bien la familia de ésta procedía de las islas Aran. Fue probablemente su madre quien inspiró la permanente asociación del hogar con la figura de una mujer presente a lo largo de su filmografía. Hay dudas acerca del auténtico nombre del pequeño, pues el irlandés «Sean» parece haber sido sustituido por el equivalente anglosajón «John», que dio lugar a que se le conociera familiarmente como «Jack». En cuanto al apellido, se escribe de diversas formas, como O'Fienne u O'Fearna. Además, el mismo Ford dijo muchas veces que su segundo nombre era Aloysius. Todo ello motivó muchas polémicas entre sus biógrafos.
Fue el menor de 11 o 13 hijos. A los cuatro años, las dificultades económicas que atravesaba la familia le obligaron a desplazarse a Portland (Maine), sustituyendo la granja familiar por un apartamento. Allí llegó a completar sus estudios secundarios sin que mostrara más inquietudes artísticas que una habilidad para la  caricatura muy apreciada por sus amistades. Comenzó a trabajar en el departamento de publicidad de una fábrica de zapatos, y parece que intentó en vano entrar en la Academia Naval de Annapolis; en cualquier caso, Ford mostraría años después su amor por la Marina.

### Primer contacto con la industria del cine
Su hermano mayor, Frank O'Feeney, se había desplazado a Hollywood en 1911. Allí, con el nombre artístico de Francis Ford, inició una prometedora carrera en la naciente industria cinematográfica. El joven Jack se uniría a él en 1913, trabajando a sus órdenes en diversos oficios: regidor, doble de acción, atrezzista, asistente de su hermano y actor. Pronto adoptó el apellido artístico de Francis y se hizo llamar Jack Ford, para disgusto de sus padres, a quienes no agradaba esa actividad profesional. Estos años le sirvieron al joven Jack para familiarizarse con el cine desde diversos ángulos y en diferentes géneros. Su hermano fue no solo la primera influencia, sino quizá la más importante en su forma de hacer cine, lo que siempre provocó cierta envidia en Jack. Fuera de la tutela de su hermano, Ford participó como extra en el rodaje de El nacimiento de una nación (1915), lo que le permitió conocer la forma de trabajar de David W. Griffith, director por el que Ford siempre sintió respeto. Estos años junto a su hermano le sirvieron para conocer la industria, pero todavía no tenía conciencia de las posibilidades reales de la labor de dirección cinematográfica.

## La época muda
El paso a la dirección de Ford parece una evolución lógica en su carrera, aunque el azar tuvo mucho que ver en tal tránsito. Se suele considerar que su primera película como director es The Tornado (1917), en la que también figura como guionista. Se trataba de un western de corta duración y mudo, protagonizado por su hermano Francis, y resulta dudoso si John ya era el director o se limitaba todavía a ayudar a su hermano asumiendo cada vez más responsabilidades. La película, de la que no se conserva copia alguna, debió limitarse a una sucesión de acrobacias hechas por los especialistas, pero supuso el comienzo de una larga y brillante carrera profesional. De los 62 filmes de diverso metraje que Ford rodó durante la época muda, solo se conservan entre quince y veinte (algunos mutilados), lo que dificulta hacer una valoración global de su obra en este período de formación.

### Universal y Harry Carey

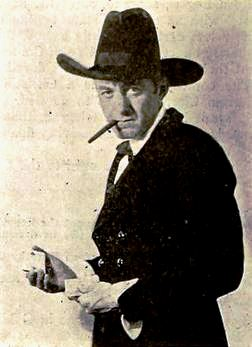
Imagen de Harry Carey en Los parias de la sierra (1919). La colaboración del actor con Ford en 25 westerns lanzaría la carrera de ambos.

Afortunadamente para Ford, las películas del Oeste no gozaban de mucho prestigio entonces y los directores de Universal eran reacios a dirigirlas. Eso provocó un vacío que su hermano Francis aprovechó recomendándole al estudio. Ford rodaría un total de 37 filmes para Universal en cinco años. De allí nació una relación profesional y de amistad entre John Ford y el actor Harry Carey, quienes rodarían juntos un total de 25 películas mudas de apresurada realización y creciente rentabilidad. Carey fue la respuesta de Universal a actores como Tom Mix o Broncho Billy y, de la mano de Ford, compuso un héroe alejado de los arquetipos tradicionales. Su personaje habitual recibió el nombre de Cheyenne Harry, aunque no era muy diferente cuando recibía otros nombres. El actor fue la segunda influencia en importancia en el cine de Ford tras su hermano Francis. El éxito en taquilla de Carey permitió subir poco a poco el salario de Ford. Parece que las películas tenían una excelente fotografía y unos escenarios exteriores que resaltaban la trama violenta. Solo se conservan Straight Shooting (1917) y Hell Bent (1918).
En enero de 1920, Ford rueda The Prince of Avenue A, reseñable por ser su primera película ajena al western. En el verano de ese año, Ford contrajo matrimonio con Mary France McBride Smith, con quien tendría dos hijos: Patrick (1921), quien llegaría a ser productor y realizador de cine de bajo presupuesto; y Barbara (1922), que trabajaría con el tiempo como montadora. En ese mismo año, su hermano Francis abandona definitivamente la dirección y se centra en el trabajo como actor.

### Paso a Fox
A finales de 1920, Ford filmó Just Pals, su primer trabajo con la productora Fox, con la que mantendría una relación casi en exclusiva hasta 1931 y con la que rodaría más de cincuenta películas a lo largo de su vida. Se trata de un western "moderno" ambientado en su propia época y que narra la relación entre un vagabundo y un niño en tono de comedia. Aunque Ford siguió rodando algunas películas con Universal y Carey, la nueva productora le permitió trabajar también con Tom Mix. Por esa época realizó un viaje a Irlanda, donde estableció contacto con el Sinn Féin y con el conflicto anglo-irlandés. Volvió a casa habiendo reforzado sus lazos con la tierra de sus padres.
En 1923, rodó su película de mayor presupuesto hasta entonces: Cameo Kirby, protagonizada por la estrella John Gilbert y coloreada en algunas secuencias. Probablemente la importancia del encargo motivó que por primera vez firmara con su definitivo nombre de John Ford.

### Una superproducción

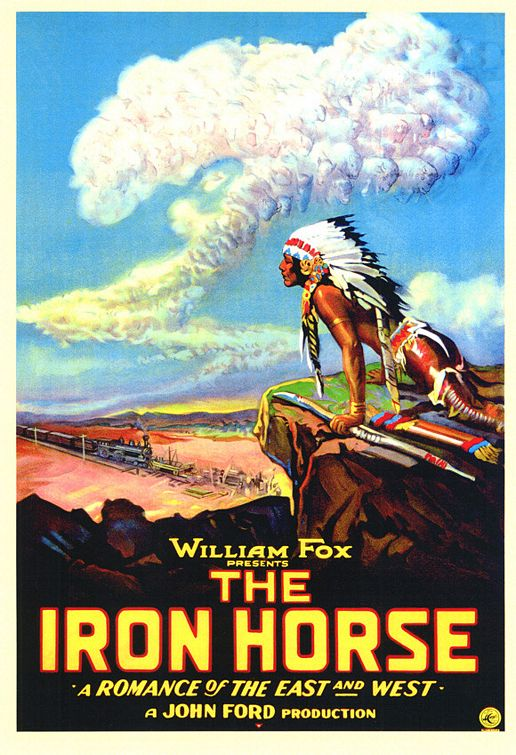
Cartel anunciador de El caballo de hierro, en el que el nombre de John Ford ya aparece destacado.

En 1924, Ford filmó su mayor producción hasta la fecha, el western de tonos épicos The Iron Horse. La película no estaba concebida inicialmente como una superproducción, pero Fox no reparó en gastos conforme avanzaba el rodaje, desarrollado durante el primer trimestre del año. La película narra en tono de epopeya la construcción del ferrocarril Transcontinental por las compañías Union Pacific y Central Pacific entre los años 1863 y 1869, trama acompañada de una relación sentimental entre los protagonistas, encarnados por George O'Brien y Madge Bellamy.
El rodaje se desarrolló en difíciles condiciones, pues el numeroso equipo no fue a Nevada preparado para el duro clima propio de la estación. Hubo que improvisar alojamientos adecuados para el numeroso equipo. La productora hizo un importante esfuerzo económico encaminado a potenciar el tono épico. Hubo que construir dos ciudades enteras para las tomas generales. Dado que uno de los ejecutivos de Fox se había encaprichado con la actriz protagonista, se añadieron posteriormente escenas rodadas sin el concurso de Ford para realzar su papel.
Quizá El caballo de hierro no sea la mejor película de la época silente de Ford, pero el director demostró saber hacer frente a las adversidades y dirigir a un numeroso equipo en condiciones difíciles. El resultado fue un éxito de taquilla que permitió que la compañía recuperase con creces su elevada inversión. Ello reforzó la posición de Ford en Fox y en la industria de Hollywood, en general. El tono grandioso de la cinta es compensado con cierta ironía, en la que colaboran los personajes de tres viejos borrachines irlandeses (tipo que se hará habitual en posteriores películas del director).

### Diversidad de géneros
El éxito de El caballo de hierro garantizó a Ford la continuidad como director, y a continuación realizó películas de diversa temática con las que experimentó géneros distintos al western. Tras la desaparecida Hearts of Oak, melodrama de ambiente marítimo, Ford rodó Lightnin', comedia sin pretensiones aunque excesivamente larga, cuya acción se desarrolla en el peculiar Hotel Calivada, situado justo sobre el límite fronterizo entre los Estados de California y Nevada. La ubicación dará lugar a diversas situaciones cómicas, en las que destacan el matrimonio que regentea el hotel, personajes que prefiguran otros que poblarán más tarde la obra fordiana (como el Jeeter Lester de Tobacco Road).
Kentucky Pride permitió a Ford introducirse en el ambiente para él grato de las carreras de caballos. La comedia se inicia desde el punto de vista subjetivo del equino protagonista hasta que pasa a contarnos las historias paralelas de su dueño, un hombre acaudalado que pierde su fortuna y su montura, y el mozo de cuadras, un irlandés interpretado por J. Farrel McDonald y que anticipa futuros personajes de Ford. The Fighting Heart es un desaparecido melodrama que gira en torno a las consecuencias del alcoholismo, reseñable por suponer la primera aparición de un joven Victor McLaglen en el cine de Ford, del que el actor llegaría a convertirse en un emblema.
The Shamrock Handicap permite a Ford retomar el tema de la equitación. Narra la historia de un bondadoso aristócrata irlandés arruinado por ser generoso con sus arrendatarios. Ello le obliga a vender su mejor caballo para que compita en los Estados Unidos. Lo que podría haber sido una tragedia, adquiere visos de una optimista historia de superación personal en la que el noble, su hija y su mejor jockey emigrarán a Norteamérica, triunfarán en las carreras y regresarán a la patria victoriosos. Tema muy grato a un emigrante de segunda generación como Ford. También narra una emigración desde Irlanda Mother Machree, un filme con el que Fox experimentó la sincronización de música e imágenes y cuyo estreno se retrasó dos años. Solo conservada parcialmente, la película es excesivamente sentimental y discursiva y, aunque cercana a la temática habitual de Ford, está lejos en resultado.

### Retorno alwestern

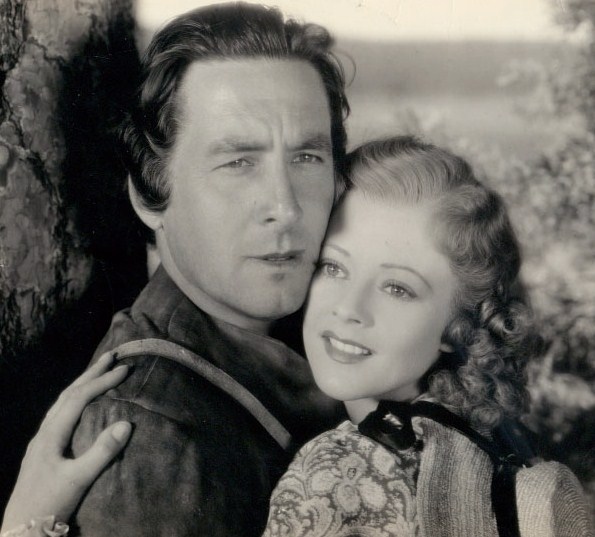
George O'Brien junto a Heather Angel en una imagen de 1936. El actor protagonizó El caballo de hierro, Tres hombres malos y otras películas de Ford en esta época. La actriz trabajaría con Ford en Pilgrimage y El delator.

3 Bad Men está considerada por muchos críticos la mejor película del período silente de Ford. Basada en un hecho histórico, la carrera por la disputa de las tierras libres del Territorio de Dakota, podría haber dado lugar a otra superproducción épica como El caballo de hierro. Sin embargo, aunque la memorable secuencia de la carrera responde a ese planteamiento, el resto de la película se aparta de él. Oscilando con habilidad entre la comedia y el drama, la película presenta a tres bandidos de buen corazón que deciden defender a una joven huérfana y enfrentarse a un malvado sheriff. Los forajidos, conscientes de que su tiempo ha pasado, se sacrificarán por la muchacha y su novio, al que ellos mismos han ayudado a elegir, en lo que constituye un indudable anticipo del western crepuscular.
La película no fue un éxito de taquilla, pese a estar incluida en el género en el que Ford inició su carrera y con el que había conseguido su mayor éxito. Pasarían años hasta que el director volviera a dirigir su mirada hacia el oeste.

### Éxito en el drama
Tras la encorsetada The Blue Eagle, filme de ambiente castrense, Ford conocerá su mayor éxito de la era silente gracias al drama bélico Four Sons. En este caso, público y crítica caminan de la mano al considerarla una gran película. Aunque hoy permanezca casi olvidada, supuso el encumbramiento de Ford a la misma altura de figuras de la época como el mismísimo Griffith. La película trata temas habituales en Ford, como la guerra, la nostalgia de la patria perdida (Baviera en este caso sustituye a la habitual Irlanda) y la emigración como forma de reconstruir la propia vida.

### Fin de una era
Ford se despediría del cine mudo con tres películas muy diferentes. The Hangman's House supone una vuelta a Irlanda desde la perspectiva nacionalista que le caracterizó tras su contacto con el IRA, así como a las carreras de caballos. La película es reseñable por suponer la primera colaboración acreditada de John Wayne a las órdenes de Ford, además de contar de nuevo con Victor McLaglen. Riley the Cop, nuevamente protagonizada por J. Farrell McDonald, es una comedia sin pretensiones relacionada con el slapstick en torno a un agente que se vanagloria de no haber efectuado nunca una detención y es enviado en misión al extranjero. Strong Boy estaba también protagonizada por McLaglen y parece haberse perdido. Los dos últimos filmes fueron estrenados como películas mudas pero con sincronización musical, una técnica utilizada por los estudios en la fase de transición al sonoro.
Ford dirigió más de sesenta películas durante era del cine mudo. Aunque su carrera se hubiera truncado con la llegada del sonido, como ocurrió con grandes creadores como D. W. Griffith, Erich von Stroheim o Buster Keaton, su obra sería digna de consideración en la historia del cine. Pero Ford tenía todavía muchas más cosas que aportar.

## Una década de adaptación
Napoleon's Barber constituye la primera toma de contacto de Ford con el cine sonoro. Es una película corta de Fox que trata una anécdota ficticia: camino de Waterloo, Napoleón Bonaparte se detiene en una barbería para ser afeitado; el barbero, que no lo reconoce, se explaya explicando lo que le haría al Emperador si lo tuviera delante... hasta que acaba reconociéndolo. Hoy perdida, la película no parece tener mayor interés que el de la experimentación de Ford con el sonido, discutiendo con los técnicos acerca de los límites de la nueva técnica.
Años después, Ford relató a Peter Bogdanovich cómo las productoras los despidieron a él y otros directores con la llegada del sonoro y los reemplazaron por directores teatrales. Cuando éstos fracasaron en una labor que desconocían por completo, Ford y los demás fueron contratados de nuevo con un aumento de sueldo. Según él, que los actores declamaran su diálogo durante el rodaje no era nuevo, pues ya se hacía durante la época muda por el público que sabía leer los labios. En cualquier caso, Ford fue de los directores que sobrevivieron al desarrollo técnico; y lo hizo gracias a asumir su condición de asalariado que debía obedecer las reglas impuestas por el patrón.

### Primeras obras sonoras
El primer reto serio del director fue The Black Watch. La Fox buscaba un espectáculo de aventuras exóticas de tinte colonialista británico que guardara ciertas similitudes con Las cuatro plumas, de la que se había rodado una nueva versión ese mismo año. Nuevamente es uno de los actores predilectos de Ford, Victor McLaglen, quien interpreta al oficial protagonista, secundado por Myrna Loy en el rol femenino. La película está lastrada por el deseo de explotar a ultranza las posibilidades del sonido, por lo que abundan las canciones, música militar y alaridos bélicos. Además, los productores contrataron a un director teatral para que rodara nuevas y postizas escenas con los protagonistas, en las que la cámara se situaba en plano fijo y los actores declamaban teatralmente, para nuevo disgusto de Ford. Pese a ello, la película tiene algunos apuntes visuales positivos que llevaron al crítico Tag Gallagher a definirla como un melodrama neowagneriano.
El anterior filme cumplió las expectativas económicas, y Ford recibió un nuevo encargo de Fox: Salute. Quizá la menor ambición del encargo le hizo pensar que recibiría menos presiones; o quizá fuera la expectativa de rodar en un ambiente agradable (las instalaciones militares de Peaks Island) en compañía de sus amigos Ward Bond y John Wayne lo que le atrajo. El filme, protagonizado de nuevo por George O'Brien, narra en tono de comedia la rivalidad existente entre miembros del Ejército y de la Armada de los Estados Unidos (dos instituciones muy gratas al director) que culminará en un partido de fútbol americano.
Men Without Women supone la primera colaboración del director de Maine con el escritor Dudley Nichols, fructífera unión que se prolongaría durante catorce películas más. El propio Nichols relataría posteriormente la experiencia admitiendo su total ignorancia inicial acerca de cómo se escribía un guion y cómo Ford le enseñó. Pero Nichols sí sabía contar historias y pronto dominó la técnica cinematográfica. El trabajo conjunto de ambos inspiraría algunas de sus mejores películas. Puesto que el guionista había servido en la Marina, propuso un tema naval para su primer filme, algo fácilmente aceptado por el director. La cinta relata la tragedia de la atrapada tripulación de un sumergible que se hunde sin remedio y sus desesperados esfuerzos por sobrevivir. El opresivo ambiente es suavizado mediante el habitual uso del humor en pequeñas situaciones colaterales a la trama principal. Ford recordaría más tarde que se trataba de la primera película rodada en un submarino auténtico. Técnicamente sigue siendo una película muda pero con sonido sincronizado, que incluye música (incluso alguna canción), efectos de sonido y algún diálogo.
En Born Reckless, de nuevo con ayuda de Nichols, Ford asumió el papel contrario al que había sufrido en The Black Watch, pues tuvo que terminar una película encargada a otro director. Puesto que el proyecto no le gustaba, optó por introducir un partido de béisbol como elemento cómico, de forma semejante a como había hecho en Salute. Algo similar ocurrió con Up the River, que contaba con un guion carcelario que disgustaba a Ford. Él y el comediante Bill Colliér reescribieron el guion convirtiéndolo en una hilarante comedia de gran éxito en la que los protagonistas entraban y salían del penal constantemente. El resultado es una extraña mezcla de géneros que dio fama a una inusual pareja formada por los casi debutantes Spencer Tracy y Humphrey Bogart, pero la guionista original se sintió muy molesta con Ford.
Más interés tiene Seas Beneath, nueva aventura marítima de la mano de Dudley Nichols y con la colaboración de George O'Brien. En esta ocasión se relata la actuación de la tripulación de un buque "cazasubmarinos" durante la Gran Guerra. Aunque cierta crítica destaca hallazgos expresivos que dotan de gran "fisicidad" a la acción, como la colocación de una cámara en la popa del submarino durante su emersión, Ford quedó molesto por la imposición por parte del estudio de una actriz protagonista a la que él consideraba incapaz.
Mucho menos reseñable es The Brat, comedia de la que Ford solo recordaba años después una enérgica pelea entre dos mujeres.

### Primera aproximación a la medicina
Arrowsmith es una película interesante por varios motivos. En primer lugar, es el primer trabajo de Ford con una productora distinta de Fox Film Corporation tras una larga relación de exclusividad con ésta; la colaboración con el productor Samuel Goldwyn en una obra ambiciosa no fue sencilla para el director. En segundo lugar, constituye la primera aproximación a un tema que luego reaparecería en Ford, la medicina, esta vez a través de la adaptación de una novela de prestigio del reciente Premio Nobel Sinclair Lewis, libro que había sido, a su vez, galardonado con el Premio Pulitzer. Por último, es el primer esfuerzo serio de Ford por describir en profundidad a un personaje complejo.
Aunque la crítica ha considerado posteriormente que es una película fallida en varios aspectos, obtuvo en 1932 cuatro nominaciones a los Premios Óscar de la Academia, entre ellos el de mejor película, siendo la primera vez que una obra de Ford llegaba a obtener este tipo de reconocimiento.
La película tuvo consecuencias de otro tipo. Ford incumplió el contrato firmado con Goldwyn que le prohibía beber durante el rodaje, lo que hizo que fuera sancionado por aquel y que, a continuación, Fox diera por concluido el contrato de exclusividad que había disfrutado durante años. A partir de ese momento, aunque Ford siguió colaborando con Fox, quedó en libertad para desarrollar proyectos con otros estudios. Ello significó un importante cambio en la forma de trabajar de un director acostumbrado hasta entonces a estar en nómina de una compañía.

### Free lance
Ford volvió a trabajar con la compañía de sus inicios, Universal, en el rodaje de Air Mail. Allí conocerá al capitán de fragata Frank W. Spig Weady, condecorado piloto de aviación de la Marina que colaboró como guionista en este y otros filmes (entre ellos, They Were Expendable, de nuevo con Ford), con el que le llegará a unir una estrecha amistad. La película se ambienta en el mundo de los pilotos dedicados al correo aéreo, y su temática se asemeja a la de la gran película posterior de Howard Hawks Sólo los ángeles tienen alas (1939). No obstante, a Ford le falta la vivencia personal que sí tuvo Hawks y que le permitió impregnar la película de verosimilitud, por lo que el filme fordiano es mucho más frío que el del cineasta-aviador.
Flesh (1932) supone la primera colaboración de Ford con Metro-Goldwyn-Mayer. En este drama, un fuerte Wallace Beery debe enfrentarse tanto a una banda de gangsters como a una temible mujer fatal. El nombre de Ford no aparece en los títulos de crédito.
Con Pilgrimage (1933) Ford volvió a trabajar con Fox Film Corporation. La película está basada en una narración de I.A.R. Wylie, la misma autora del relato que dio lugar a Cuatro hijos, el mayor éxito de Ford en la época del cine mudo. Nuevamente la historia versa acerca de las relaciones maternofiliales, pero en este caso la madre es una mujer dura que se niega a que su hijo contraiga matrimonio y rompe con él. El hijo morirá en la guerra y la madre solo se reconciliará con su nuera y nieto tras conocer a otro soldado que ha tenido una experiencia similar a la de su difunto hijo.

### Un nuevo icono
En 1933, Ford aceptó el encargo de realizar una película protagonizada por el popularísimo actor Will Rogers. El éxito de Doctor Bull propiciará la realización de otras dos películas, Judge Priest (1934) y Steamboat' Round the Bend (1935), componiendo un ciclo que, por reunir una serie de características propias, se denomina a veces la trilogía de Will Rogers.

### Nuevos trabajos
Recobra a Dudley Nichols para La patrulla perdida que mete en escena en 1934 la RKO con Victor McLaglen, a quien ofrecería un nuevo gran papel en Hangman's house. Ford detestará siempre su siguiente película El mundo en marcha ambientada en los finales del siglo XIX y principios del XX a pesar de que tiene varias escenas de guerra muy realistas. Más éxito tuvo Judge Priest con Dudley Nichols en el guion y el actor Will Rogers que había dirigido el año antes en Doctor Bull y que nuevamente dirigiría en 1935 en la película Steamboat round the bend, justo antes de que este muriera en un trágico accidente de avión. Esta película es una de las preferidas del director. Se hizo un nueva versión en 1952 titulado El Sol brilla para todo el Mundo.
En 1934, Ford comenzó a participar económicamente en sus películas. Se compró un yate al que bautizó "L'Araner" en homenaje a Irlanda, que vendió en 1970. Rodaría dos películas más y empezaría a tener problemas por la presión de Hollywood. Continuó su amistad con John Wayne, quien trabajó con él como figurante en una de sus primeras películas, El delator.
En 1935, fundó, con King Vidor, Lewis Milestone, William A. Wellman, Frank Borzage y Gregory La Cava la Asociación de Directores, reemplazando así la Asociación de Directores de Películas. El delator, realizada muy rápido para la RKO le permitió abordar el tema de la Irlanda británica. No es un misterio su simpatía hacia el IRA. En esta película se descubre al Ford de los decorados interiores, lejos de las grandes producciones y de los decorados clásicos del oeste. Con este trabajo, inspirado en el cine expresionista, recibió su primer Óscar al mejor director, donado a la Asociación de directores fundada anteriormente.
En 1935, 20th Century Pictures absorbió a Fox y pasó a denominarse 20th Century Fox, dirigida por Darryl F. Zanuck. Con este nuevo productor, un gran admirador de Abraham Lincoln, realizó Prisionero del odio. Pero al principio hubo problemas entre ellos: se enfrentaron a causa del acento sureño de Warner Baxter. Y, aunque Ford estuvo a punto de abandonar 20th Century Fox, finalmente accedió a los deseos de Zanuck y desde entonces mantuvieron una estrecha amistad y una mutua admiración.
Dirigió a Katharine Hepburn en María Estuardo (Mary of Scotland) para la RKO en 1936. En 1937, filmó Huracán sobre la Isla, producida por Samuel Goldwyn.
Fue en ese mismo año cuando se alistó en el Comité cinematográfico de Ayuda a la República Española para apoyar a los republicanos combatientes en la guerra civil española (1936-1939). Se encargó personalmente de enviar una ambulancia con las Brigadas Internacionales. Y también fue muy activo después en la lucha contra el nazismo, incluso antes de la Segunda Guerra Mundial: en 1938, defendió el bloqueo a la Alemania nazi y fue nombrado miembro de la Liga Hollywoodiense Antinazi. La firma del pacto germano-soviético le valió la crítica de los comunistas que lo acusaron de "propaganda de guerra".

## El período clásico

### DeLa diligenciaaEl fugitivo

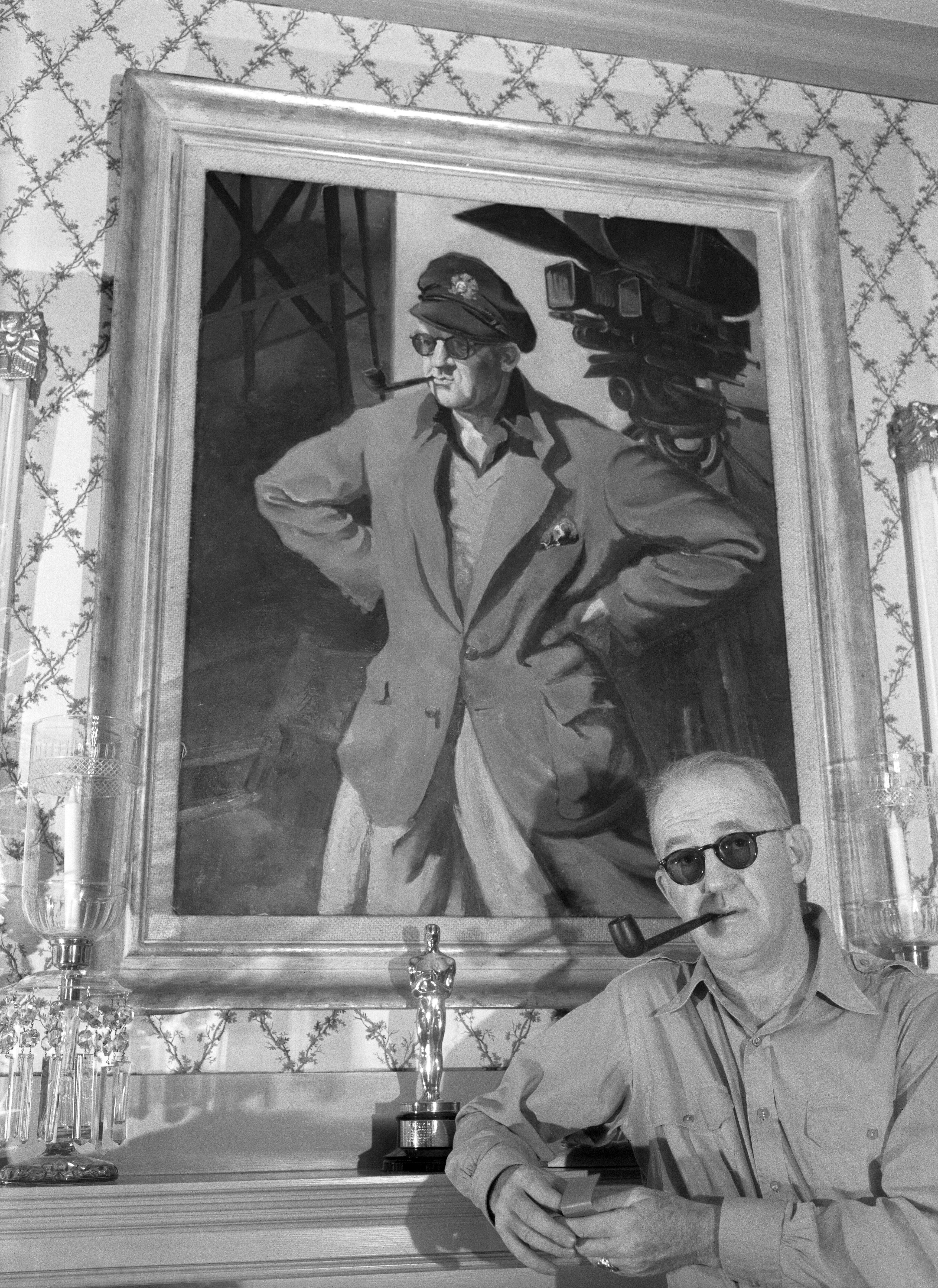
Ford en 1946

Con La diligencia, Ford regresó al western. En esta película cuenta con John Wayne, que recibe la oportunidad de su vida y se convertirá en una gran estrella. Los exteriores se rodaron en Monument Valley. La película fue nominada a ocho Óscar, de los que consiguió el de actor secundario con Thomas Mitchell y el de banda sonora, y Ford recibió el Premio de la Crítica Cinematográfica Neoyorquina.
La diligencia se considera como la mejor película del Oeste de todos los tiempos.
Después, y junto a Zanuck, retomó su pasión por Lincoln y rodaron juntos El joven Lincoln con Henry Fonda, que será también el protagonista de sus dos películas siguientes: The Grapes of Wrath (colaboración número 12 con el guionista Nunnally Johnson) y Corazones indomables. En 1941 ganó nuevamente el Óscar al mejor director por Las uvas de la ira. Su talento por fin es reconocido por los profesionales y la crítica.
Volvió a trabajar con John Wayne en The Long Voyage Home. La última película de Ford antes de la guerra (Qué verde era mi valle) fue todo un éxito de público y crítica. Recibió cinco Óscar, entre ellos el de mejor película y mejor dirección (arrebatándoselos a Citizen Kane de Orson Welles).
En 1939 Ford tuvo la intuición de que Estados Unidos no tardaría en entrar en la Segunda Guerra Mundial. Se puso a la cabeza de un grupo de cineastas que pidieron a Franklin Roosevelt el boicot a la Alemania nazi y fundó un grupo de gente de Hollywood al servicio de la Armada Estadounidense, llamado Naval Field Photographic Unit. Tras el ataque japonés a Pearl Harbor el 7 de diciembre de 1941, se fundaron otros dos grupos similares.
Durante la guerra, Ford y su equipo recorrieron los teatros de operaciones militares. A principios de 1942 fueron al frente del Pacífico y realizaron para la Marina los documentales 7 de diciembre (sobre el ataque a Pearl Harbor) y La batalla de Midway (una batalla decisiva a partir de la cual Estados Unidos empezó poco a poco a ganar la guerra). Las imágenes del ataque japonés a la isla de Midway fueron rodadas por el mismo Ford. Los dos reportajes le valieron un Óscar al mejor documental. Realizó también una pequeña película para las familias de las víctimas de Midway llamada Escuadrón Torpedo. En 1942 se trasladó al norte de África para cubrir el desembarco. Durante 1943 cubrió múltiples operaciones exteriores así como las victorias de los Aliados en Victory in Burma. Cubre también en 1944 el desembarco de Normandía. Sigue también al ejército durante la preparación del Proceso de Núremberg.
De febrero a junio de 1945 rodó They were expendable para Metro-Goldwyn-Mayer, con John Wayne, Robert Montgomery y Donna Reed. Esta es, junto con Hombres Intrépidos (1940) la única película de Ford sobre la Segunda Guerra Mundial, en la que tan activamente participó. El dinero recaudado por esta película fue destinado para los veteranos de la Field Photo Unit y la Field Photo Farm.
Después de la guerra regresó a Hollywood y rodó otra vez en Monumental Valley el western Pasión de los fuertes, sobre el legendario duelo en el OK corral. En El fugitivo (1947) trabajó de nuevo con Henry Fonda, a quien permitía interpretar con total libertad.

### El hombre tranquilo
La dirigió en 1952, de nuevo en compañía de su actor predilecto, John Wayne. La película trata sobre un boxeador estadounidense, Sean Thorton (interpretado por Wayne), que regresa a su Irlanda natal para recuperar su granja y escapar de su pasado como boxeador en los Estados Unidos. Allí, entre diversas escenas costumbristas, se enamora de una alegre chica pelirroja, a la que conoce en la abandonada casa de sus ancestros, en medio de una fuerte tempestad de viento, aunque para conseguirla deberá luchar contra las costumbres locales, incluidos el pago de una dote y la oposición del temperamental hermano de su prometida.
La película obtuvo siete nominaciones a los Óscar, incluyendo mejor película, y fue galardonada por dos. Una de las estatuillas fue a manos de Ford y la otra a los directores de fotografía Winton C. Hoch y Archie Stout. Está considerada como una de las mejores películas de la historia del cine.[cita requerida]

## Filmografía parcial

### Director
| Año  | Título                               |
| ---- | ------------------------------------ |
| 1918 | La gota escarlata                    |
| 1918 | Three Mounted Men                    |
| 1924 | El caballo de hierro                 |
| 1926 | Tres hombres malos                   |
| 1928 | Cuatro hijos                         |
| 1931 | La huerfanita                        |
| 1931 | Arrowsmith                           |
| 1933 | Doctor Bull                          |
| 1934 | La patrulla perdida                  |
| 1934 | El juez Priest                       |
| 1935 | El delator                           |
| 1935 | Barco a la deriva                    |
| 1936 | Prisionero del odio                  |
| 1936 | Mary of Scotland                     |
| 1939 | La diligencia                        |
| 1940 | The Grapes of Wrath                  |
| 1940 | The Long Voyage Home                 |
| 1941 | Higiene sexual                       |
| 1941 | ¡Qué verde era mi valle!             |
| 1945 | They Were Expendable                 |
| 1946 | Pasión de los fuertes                |
| 1947 | El fugitivo                          |
| 1948 | Fort Apache                          |
| 1948 | 3 Godfathers                         |
| 1949 | She Wore a Yellow Ribbon             |
| 1950 | Wagon Master                         |
| 1950 | Río Grande                           |
| 1952 | The Quiet Man                        |
| 1953 | Mogambo                              |
| 1955 | Mister Roberts                       |
| 1956 | The Searchers                        |
| 1957 | The Wings of Eagles                  |
| 1959 | The Horse Soldiers                   |
| 1960 | Sergeant Rutledge                    |
| 1961 | Two Rode Together                    |
| 1962 | The Man Who Shot Liberty Valance     |
| 1962 | La conquista del Oeste (un episodio) |
| 1963 | Donovan's Reef                       |
| 1964 | Cheyenne Autumn                      |
| 1965 | 7 Mujeres                            |

### Guionista
- Tres hombres malos (Three Bad Men) (1926)
- Tragedia submarina (Men Without Women) (1930)
- Caravana de paz (Wagon Master) (1950)

### Actor
- His Lordship (His Lordship) (1936)
- Everybody Does It (Everybody Does It) (1949)

## Premios y distinciones
Premios Óscar
| Año  | Categoría              | Película                 | Resultado |
| ---- | ---------------------- | ------------------------ | --------- |
| 1936 | Mejor película         | El delator               | Nominado  |
| 1936 | Mejor director         | El delator               | Ganador   |
| 1940 | Mejor director         | La diligencia            | Nominado  |
| 1941 | Mejor director         | The Grapes of Wrath      | Ganador   |
| 1941 | Mejor película         | The Long Voyage Home     | Nominado  |
| 1942 | Mejor director         | ¡Qué verde era mi valle! | Ganador   |
| 1942 | Mejor documental largo | The Battle of Midway     | Ganador   |
| 1943 | Mejor documental corto | El 7 de diciembre        | Ganador   |
| 1953 | Mejor película         | The Quiet Man            | Nominado  |
| 1953 | Mejor director         | The Quiet Man            | Ganador   |

Globo de Oro
| Año  | Categoría      | Película      | Resultado |
| ---- | -------------- | ------------- | --------- |
| 1952 | Mejor director | The Quiet Man | Nominado  |

National Board of Review
| Año  | Categoría      | Película            | Resultado |
| ---- | -------------- | ------------------- | --------- |
| 1935 | Mejor película | El delator          | Ganador   |
| 1940 | Mejor película | The Grapes of Wrath | Ganador   |
| 1952 | Mejor película | The Quiet Man       | Ganador   |
| 1952 | Mejor director | The Quiet Man       | Nominado  |
| 1958 | Mejor director | The Last Hurrah     | Ganador   |

Festival Internacional de Cine de Venecia
| Año  | Categoría                    | Película            | Resultado |
| ---- | ---------------------------- | ------------------- | --------- |
| 1934 | Mención especial             | Paz en la Tierra    | Ganador   |
| 1936 | Mención especial             | María Estuardo      | Ganador   |
| 1948 | Premio Internacional         | El fugitivo         | Ganador   |
| 1952 | Premio Internacional         | El hombre tranquilo | Ganador   |
| 1952 | Premio Pasinetti             | El hombre tranquilo | Ganador   |
| 1952 | Premio OCIC                  | El hombre tranquilo | Ganador   |
| 1971 | León de Oro a la trayectoria | -                   | Ganador   |

## Cultura popular

### Cine
En la película de 2019, Midway, fue interpretando por el actor Geoffrey Blake.
En Los Fabelman, fue interpretado por David Lynch.